# Gare de Bicaz
La gare de Bicaz est une gare ferroviaire roumaine de la ligne 509 de Bacau à Bicaz, située sur le territoire de la ville de Bicaz dans le Judet de Neamt, en zone de steppes, peu avant le début des montagnes.

## Situation ferroviaire
Établie à 432 mètres d'altitude, la gare de Bicaz est le terminus de la ligne 509 de Bacău à Bicaz.

## Service des voyageurs

### Desserte
Bicaz est situé sur la ligne CFR Bacău - Piatra Neamț - Bicaz - Bicaz Chei, desservie sur le tronçon Bacău - Bicaz par les trains voyageurs et sur le reste de la ligne par les trains de marchandises. Les trains sont de type InterCité (Bucarest - Piatra Neamț - Bicaz) où régionaux. 